# Ave limícola
As aves limícolas (do latim limus, significando que vive no limo, lodo ou lama) são um grupo relativamente diverso de aves, da ordem Charadriiformes.

## Características
Apesar de poderem ser encontradas em diversos biomas, as limícolas estão geralmente associadas a zonas húmidas, essencialmente zonas húmidas costeiras, como estuários e lagoas. Muitas destas espécies são conhecidas pelas suas vastas migrações, em alguns casos desde o Árctico até ao sul dos continentes austrais.

## Famílias
Engloba as seguintes famílias:
- Jacanidae, jaçanãs
- Rostratulidae, narcejas-pintadas
- Dromadidae, caranguejeiro
- Haematopodidae, ostraceiros
- Ibidorhynchidae, bico-de-íbis
- Recurvirostridae, alfaiates e pernilongos
- Burhinidae, alcaravões
- Glareolidae, perdizes-do-mar e corredores
- Charadriidae, abibes, taranbolas e borrelhos
- Scolopacidae, maçaricos, pilritos e narcejas
- Pedionomidae, caminhante-da-planície
- Thinocoridae, agachadeiras
- Chionidae, pombas-antárticas